# Bois de Boulogne

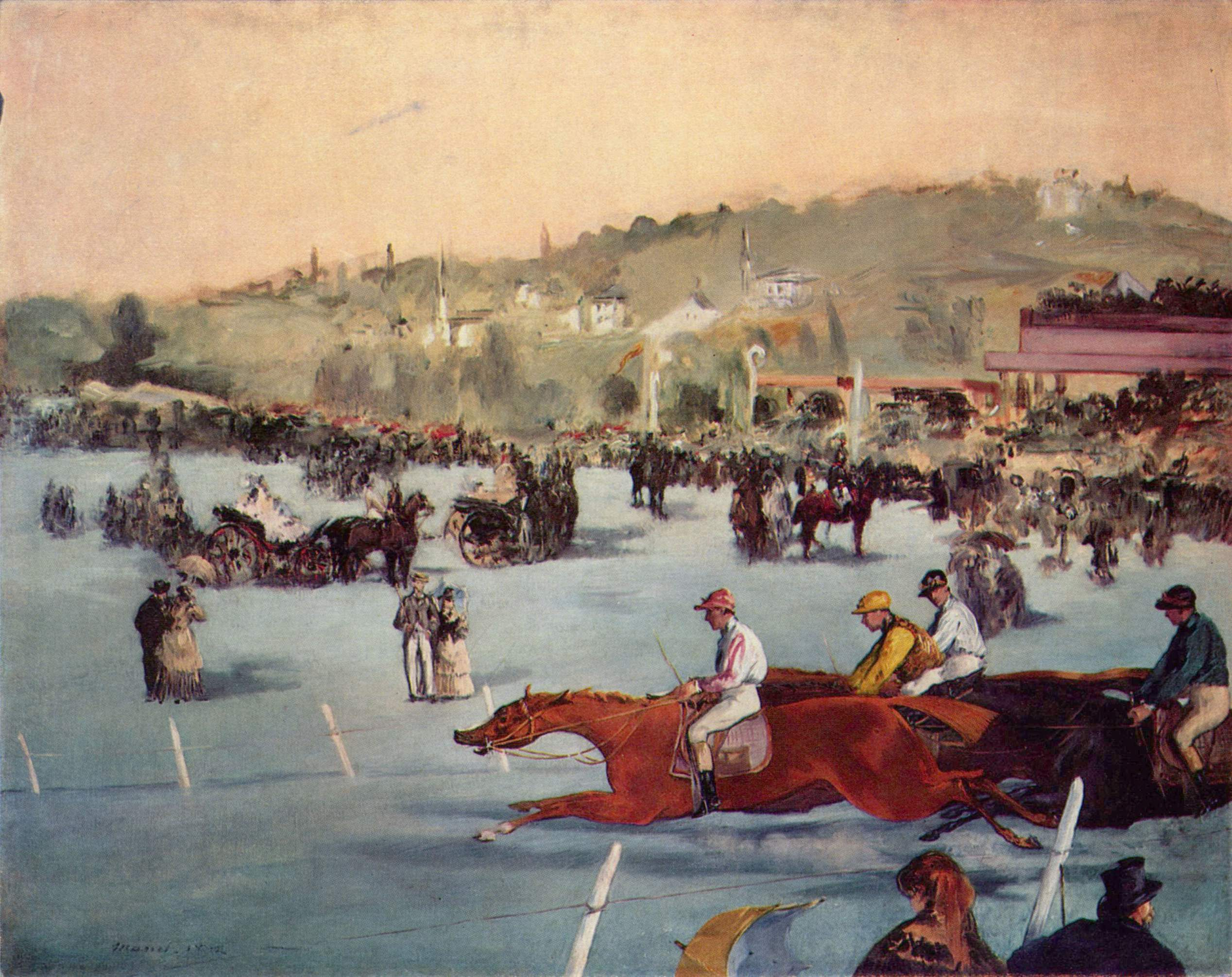
Edouard Manet: Carrera en el Bois de Boulogne (1864).

El Bois de Boulogne (también conocido en español como Bosque de Boulogne y Bosque de Bolonia) es un parque que se encuentra en el límite occidental del XVI distrito de París, cerca del suburbio de Boulogne-Billancourt.
El Bois de Boulogne tiene una superficie de 846 hectáreas,es similar en superficie al Bosque de Chapultepec de Ciudad de México, dos veces y media más grande que el Central Park de Nueva York y 3,3 veces mayor que el Hyde Park de Londres, aunque su superficie no alcanza la mitad de la Casa de Campo de Madrid, que cuenta con 1722,6 ha.
En la parte norte del Bosque se encuentra el Jardin d'Acclimatation, un parque de atracciones y una reserva de animales. También es conocido por los servicios de prostitución por la noche.

## Historia

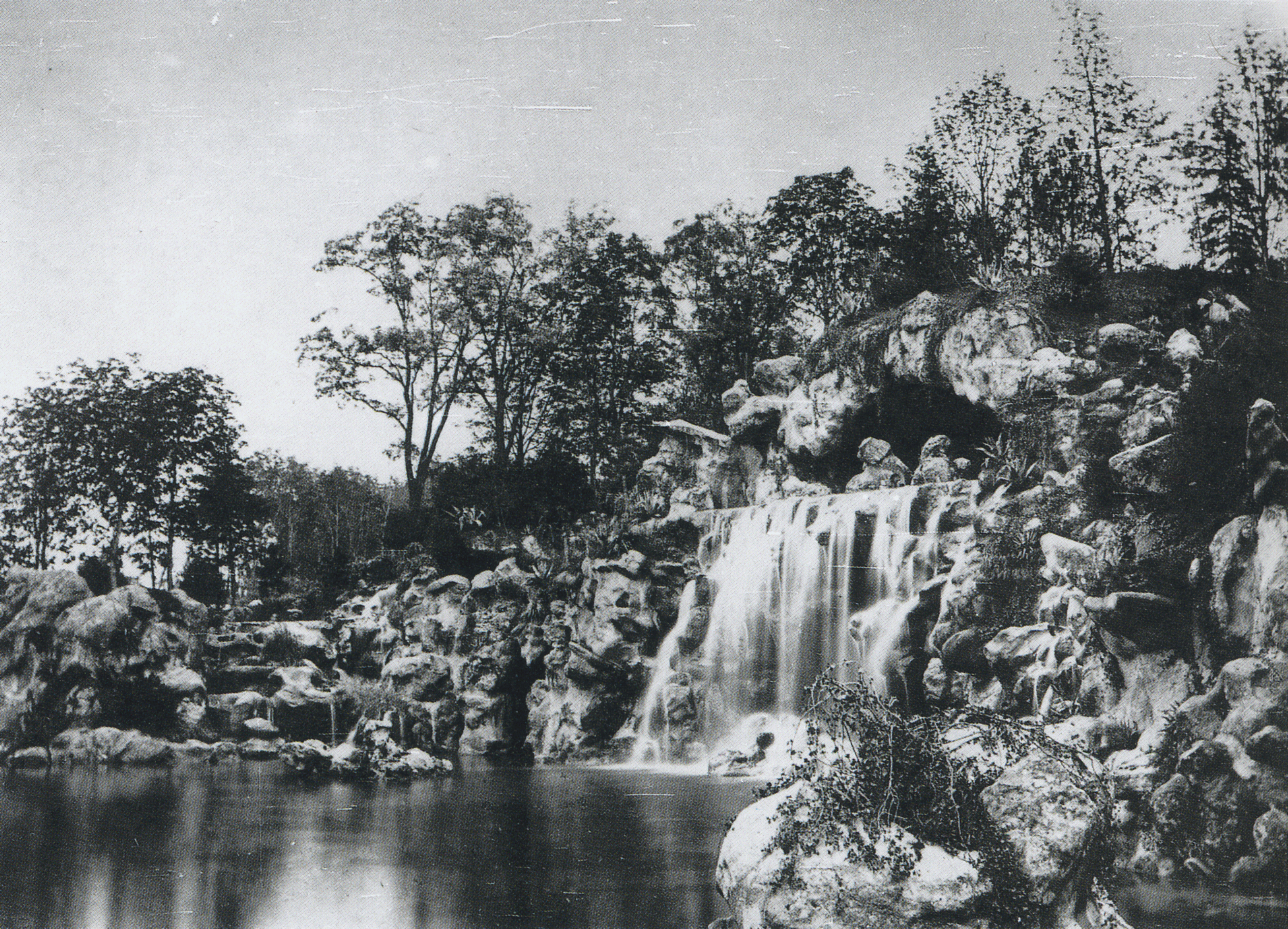
La gran cascada vista por el fotógrafo Charles Marville (1858).

El Bois es una reminiscencia del antiguo bosque de robles de Rouvray, que aparece mencionado por primera vez en 777, en la carta de Compiègne. Las tierras fueron regaladas por Childerico II al poderoso abad de Saint-Denis, que fundó varios monasterios. Felipe Augusto compró la mayor parte del bosque a los monjes de Saint Denis para crear una reserva de caza real en estas tierras. En 1256, Isabel de Francia, hermana de San Luis, fundó la abadía de Longchamp.
Durante la guerra de los Cien Años, el bosque fue la guarida de muchos forajidos. En 1416–1417 las tropas del duque de Borgoña quemaron parte del bosque de Rouvroy. Bajo el gobierno de Luis XI de Francia, la región, llamada Bois de Boulogne, fue repoblada y se despejaron dos caminos que lo atravesaban.
Después de que Francisco I mandase construir el Château de Madrid (completado en 1526) en el Bois de Boulogne, los bosques pasaron a albergar festividades. La zona de caza se selló con muros durante los reinados de Enrique II y Enrique III, que también construyeron ocho puertas de acceso. Enrique IV plantó 15.000 moreras con la esperanza de alumbrar una industria local de la seda. Su repudiada mujer, Margarita de Valois, se retiró a su refugio en el Château la Muette, en el Bosque.

Bois de Boulogne

En noviembre de 1783, Pilâtre de Rozier y el marqués d'Arlandes hicieron el primer vuelo en un globo de aire caliente, construido por los hermanos Montgolfier, en las inmediaciones el Château de la Muette.
El lugar fue transformado en un parque por Napoleón III en 1852. Los planos de Louis Napoleón estaban  inspirados en sus observaciones realizadas mientras estaba en el exilio en Londres. Al conducir a través del Bois de Boulogne no mucho después de su regreso de Inglaterra, comentó a sus compañeros ''Debemos tener un arroyo aquí, como en Hyde Park, para dale vida a este árido paseo” Transformó el Bois en un parque del estilo informal que él había conocido en Inglaterra. En los años siguientes fue rediseñado de forma informal abriéndose espacios de césped y poblándolo con hojarazos, hayas, cedros, castaños, olmos y plantas exóticas como secoyas. Todos las alamedas (allées), con la excepción del Allée Reine Marguerite y la Avenida Longchamp, se diseñaron con un trazado sinuoso: hay treinta y cinco kilómetros de sendas para peatones, ocho kilómetros de caminos para bicicletas y veintinueve kilómetros de caminos para carros. Se crearon los lagos superior e inferior, conectados por una cascada. La tierra excavada se empleó para crear la Butte Mortemart.
Entre 1855 y 1858 se construyó el hipódromo de Longchamp, el principal escenario de la hípica de la Europa continental. En 1873 se inauguró el hipódromo de Auteuil, actualmente dedicado a carreras de tipo steeplechase.
El Bois de Boulogne fue anexionado oficialmente a la ciudad de París en 1929 e incorporado al XVI Distrito de París.